# ReDRagon
I reDRagon sono stati un tag team di wrestling attivo dal 2012 al 2022 composto da Bobby Fish e Kyle O'Reilly.
Il duo si formò nel 2012 e acquisirono notorietà nella Ring of Honor, dove vinsero il ROH World Tag Team Championship per tre volte. Parallelamente, lavorarono in altre federazioni del circuito indipendente e nella New Japan Pro-Wrestling, dove furono due volte IWGP Junior Heavyweight Tag Team Champions e nel 2014 vinsero la Super Junior Tag League. Nel 2017 approdarono in WWE, dove vinsero due volte l'NXT Tag Team Championship (con il loro primo regno condiviso con Adam Cole e Roderick Strong, grazie alla Freebird Rule). Sono il primo tag team nella storia ad aver vinto i titoli di coppia in NJPW, ROH e WWE.

## Carriera

### Ring of Honor (2012–2017)
Kyle O'Reilly e Bobby Fish, lottarono per la prima volta come tag team il 3 novembre 2012, durante i tapings di ROH Wrestling, dove sconfissero i Bravado Brothers. Il 16 dicembre 2012, a Final Battle 2012: Doomsday, affrontarono senza successo Davey Richards e Eddie Edwards. Il 2 marzo 2013 a ROH 11th Anniversary Show, riuscirono a conquistare i ROH World Tag Team Championship, battendo i Briscoe Brothers Nello stesso mese, difesero con successo i contro l'Alabama Attitude e a Best in the World in un match a tre contro la C&C Wrestle Factory e SCUM.. Persero i titoli contro i Forever Hooligans il 27 luglio, ma li rivinsero il 17 agosto contro gli American Wolves. Nei mesi successivi, difesero i titoli diverse volte, contro la C & C Wrestle Factory, i Forever Hooligans e Jay Lethal e Michael Elgin e ancora contro Homicide e Eddie Kingston a Final Battle e contro ACH e TaDarius Thomas a ROH 12th Anniversary Show. e li persero l'8 marzo 2014, contro gli Young Bucks. I reDRagon si ripresero i titoli dagli Young Bucks il 17 maggio al pay-per-view War of the Worlds, evento prodotto in collaborazione tra la Ring of Honor e la New Japan Pro-Wrestling. Difesero i titoli con successo contro i Briscoe Brothers il 7 giugno, contro gli Addiction a Best in the World, il 23 novembre 2014 contro ACH e Matt Sydal, gli Addiction, e i Briscoe Brothers e ancora contro Time Splitters a Final Battle, contro gli Young Bucks a ROH 13th Anniversary Show e a Supercard of Honor IX contro Matt Taven e Michael Bennett, per poi perderli contro gli Addiction il 4 aprile a Ring of Honor Wrestling.
Dopo aver perso i titoli, entrambi si concentrarono sulla carriera in singolo.

### Circuito indipendente (2014–2017)
Il 30 maggio 2014, presero parte a PCW SuperShow 4, evento in tre serate organizzato dalla Preston City Wrestling, in cui sfidarono senza successo Rampage Brown & T-Bone per i PCW Tag Team Championship Il giorno seguente sconfissero Chris Masters e Dave Rayne e nella terza serata ebbero la meglio su El Ligero e Martin Kirby.
Il 30 agosto 2014, i reDRagon debuttarono nella Pro Wrestling Guerrilla, nello show Battle of Los Angeles, dove sconfissero Biff Busick e Drew Gulak. Il 12 ottobre 2014, furono sconfitti da Moose e Uhaa Nation per squalifica a HRW Here Comes The Pain. Il 28 dicembre, vinsero i HRW Tag Team Championship contro i Colony.

### New Japan Pro-Wrestling (2014–2016)
Grazie alla collaborazione tra la Ring of Honor e la New Japan Pro-Wrestling il 10 agosto 2014 i reDRagon debuttarono nella compagnia giapponese, sfidando senza successo Alex Shelley e Kushida in un match che vedeva in palio l'IWGP Junior Heavyweight Tag Team Championship. Tornarono in Giappone il 25 ottobre per prendere parte alla Super Junior Tag Tournament, torneo che vinsero battendo in finale gli Young Bucks. Cinque giorni dopo a Power Struggle, riuscirono a battere Shelley e Kushida e vinsero l'IWGP Junior Heavyweight Tag Team Championship. Difesero con successo i titoli il 4 gennaio 2015, a Wrestle Kingdom 9, in un fatal 4-way match contro i Forever Hooligans, Time Splitters e gli Young Bucks. L'11 febbraio a The New Beginning in Osaka, perser i titoli contro gli Young Bucks in un three-way tag team match che includeva anche i Time Splitters.
Il 3 maggio a Wrestling Dontaku, provarono a riconquistare l'IWGP Junior Heavyweight Tag Team Championship in un three-way tag team match contro Trent Beretta e Rocky Romero e gli Young Bucks, ma il match fu vinto da questi ultimi.. Un altro match a tre si è svolto il 5 luglio a Dominion 7.5 in Osaka-jo Hall, ma anche in questo caso i Bucks mantennero i titoli. Riuscirono a riconquistarli il 16 agosto al G1 Climax, e li ripersero ancora contro gli Young Bucks il 4 gennaio 2016 a Wrestle Kingdom 10.

### WWE (2017–2021)
Dopo aver esordito entrambi in singolo ad NXT nel luglio 2017 (sconfitti da Aleister Black), a NXT TakeOver: Brooklyn III il 19 agosto, attaccarono i nuovi Alexander Wolfe e Eric Young e gli Authors of Pain al termine del loro match valido per l'NXT Tag Team Championship. Nel corso della serata, i due si allearono con Adam Cole e attaccarono il neo NXT Champion Drew McIntyre. Il mese successivo, il trio fu rinominato The Undisputed Era.
A NXT TakeOver: WarGames, l'Undisputed Era sconfisse i Sanity e gli Authors of Pain e Roderick Strong in un triple threat WarGames match, stipulazione inutilizzata da 20 anni.
Nell'episodio del 20 dicembre di NXT vinsero gli NXT Tag Team Championship, dopo aver sconfitto Eric Young e Killian Dain. Il 10 gennaio 2018 ad NXT, avrebbero dovuto difendere i loro titoli nella rivincita contro i Sanity, ma li aggredirono nel backstage insieme a Cole, rendendoli impossibilitati a combattere. Nel corso della serata però, furono costretti dal general manager William Regal a difendere i titoli contro Aleister Black e Roderick Strong, ma riuscirono a mantenere i titoli grazie all'interferenza di Adam Cole. Dopo aver difeso con successo i titoli a NXT TakeOver: Philadelphia contro gli Authors of Pain, il 4 marzo, nel corso di un house show, Fish subì una lacerazione al legamento crociato anteriore e al legamento collaterale mediale del ginocchio sinistro e fu costretto a sottoporsi ad un intervento chirurgico che lo costrinse ad uno stop di sei mesi. Durante il periodo di convalescenza, Fish fu sostituito da Adam Cole e quest'ultimo fu dichiarato campione grazie alla Freebird Rule.
O'Reilly e Cole difesero con successo i titoli anche a NXT TakeOver: New Orleans in un triple threat tag team match contro gli Authors of Pain e Roderick Strong e Pete Dunne e nel post match, Strong attaccò Dunne e si unì all'Undisputed Era. La mattina successiva ai WrestleMania Axxess, anche Strong sfruttò la Freebird Rule e lottò al fianco di O'Reilly nella difesa dei titoli, ma li persero contro Tyler Bate e Trent Seven.
Il 6 agosto 2021, Bobby Fish è stato licenziato dalla WWE, mentre O'Reilly rimase fino alla scadenza del suo contratto (il 10 dicembre 2021).

### All Elite Wrestling (2021–2022)
Nella puntata speciale di Dynamite intitolata Holiday Bash del 22 dicembre 2021, O'Reilly debuttò nella All Elite Wrestling, aiutando Adam Cole a sconfiggere Orange Cassidy. Nel successivo episodio di Dynamite, lottarono insieme a Cole in un six-man tag team match vinto contro i Best Friends.

## Musiche di ingresso
- Dance Away dei Damn Valentines (ROH, circuito indipendente, AEW)[1]
- Undisputed dei CFO$ (19 agosto 2017–14 febbraio 2021; usata come membri dell'Undisputed Era)[54]

## Titoli e riconoscimenti
- High Risk Wrestling
  - HRW Tag Team Championship (1)[55]
- New Japan Pro-Wrestling
  - IWGP Junior Heavyweight Tag Team Championship (2)[2][3]
  - Super Junior Tag Tournament (2014)[4]
- Pro Wrestling Illustrated
  - Tag Team of the Year (2019)[56]
- Ring of Honor
  - ROH World Tag Team Championship (3)[57][58][59]
- WWE
  - NXT Tag Team Championship (2) – con Adam Cole e Roderick Strong (2)[5][60]
  - NXT Year-End Award (1)
    - Tag Team of the Year (edizione 2019)[61]